# 2023年世界水泳選手権
第20回世界水泳選手権大会（だいにじゅっかいせかいすいえいせんしゅけんたいかい、英: 20th World Aquatics Championships）は、2023年7月14日から30日まで福岡県の福岡市で開催された世界水泳選手権。
ここでは続行開催された世界マスターズ水泳選手権2023九州大会（せかいマスターズすいえいせんしゅけん2023きゅうしゅうたいかい、英: World Aquatics Masters Championships - Kyushu 2023）についても併せて述べる。

## 概要
世界水泳選手権の福岡市、そして日本自体での開催は22年ぶり2回目。世界マスターズ水泳選手権に至っては日本開催が第1回の東京以来37年ぶり2回目、福岡市では初となる。
世界水泳は当初、第19回大会として2021年7月16日から8月1日までの日程で開催する予定であった。しかし2020年東京オリンピックがCOVID-19流行の影響で1年延期されたことから、旧国際水泳連盟（FINA）は日程の再調整を行って開催期日を2022年5月に設定。だがCOVID-19の感染再拡大に伴い、FINAは同大会を2023年7月に延期。これに関連して世界マスターズ選手権は8月に延期した。
大会名称について大会組織委は福岡2022をそのまま維持することにしていたが、FINAが2023年から「世界水泳連盟」（World Aquatics）に改称したことから福岡2023に改めた。第19回大会は2022年6月18日から7月3日までハンガリーのブダペストで開催されることが決定したため、福岡大会は第20回大会として開催されることが決まった。これにより、史上初めて2年連続で世界水泳が開催されることになった。
両大会共通の公式マスコットは、福岡市に本社を置くレベルファイブ（デザインコンセプト・ネーミング考案：日野晃博、デザイン制作：長野拓造）がイルカをモチーフに作成した、シーライとシャーニーが使用される。

## 開催地決定までの選考過程
2013年7月19日、2013年世界水泳選手権開催地のバルセロナで開かれたFINA総会にて韓国・光州の2019年大会とともに決められたはずだった。
だが、ハンガリー水泳連盟は同年に予定していた世界選手権を4年繰り上げ2017年に実施すると発表し、2021年大会は再び開催地を白紙化した。この経緯については、2017年世界水泳選手権の項目を参照されたい。
2015年6月30日、FINAは2021年及び2023年大会に6ヶ国の立候補を確認したそして、最終候補の3都市は下記の通り。
- ドーハ（ カタール）
- 福岡（ 日本）
- 南京市（ 中国）

2016年1月31日、FINAはハンガリーのブダペストで開催された理事会にて福岡市を第19回世界水泳選手権大会の開催地に決定した。日本での開催は、アジアで初めて福岡市で開かれた2001年の福岡大会以来10大会ぶりで2度目となる。前回大会でメイン会場となったマリンメッセ福岡を中心に、競技会場を半径約1キロ以内に集中させるコンパクトな大会運営を提案した。

## 選手の国籍制限に関して
2022年、 ロシアが ベラルーシと組んで ウクライナに軍事侵攻した。これを受け 国際オリンピック委員会（IOC）などがロシアとベラルーシの選手を国際スポーツの現場から排除する動きに出た。
後に侵攻長期化などを受け、「第三者委員会によって政治的に中立であることが確認された選手に限って出場機会を与える」方針に転じたものの、福岡大会まで時間的余裕が無かったことから前年のブダペスト大会に続きロシアとベラルーシの選手は大会の門を閉ざされることとなった。
一方、マスターズについては第三国のクラブに属していれば、ロシアとベラルーシの選手であっても参加できることになった。

## 世界水泳競技日程
大会は全75種目で行われ、大会前半にアーティスティックスイミング、飛込、オープンウォータースイミング、後半に競泳とハイダイビングが組まれている。なお、2日目は博多祇園山笠追山笠と重複している。
| ● | 開会式 | ● | 競技実施 | ● | 決勝 | ● | 閉会式 | M | 男子種目 | W | 女子種目 |

| 7月                          | 14 | 15 | 16 | 17 | 18 | 19 | 20 | 21 | 22 | 23 | 24 | 25 | 26 | 27 | 28 | 29 | 30 | Total |
| ---------------------------- | -- | -- | -- | -- | -- | -- | -- | -- | -- | -- | -- | -- | -- | -- | -- | -- | -- | ----- |
| Ceremonies                   | ●  |    |    |    |    |    |    |    |    |    |    |    |    |    |    |    | ●  | -     |
| 競泳                         |    |    |    |    |    |    |    |    |    | 5  | 4  | 5  | 5  | 5  | 5  | 6  | 7  | 42    |
| オープンウォータースイミング |    | 1  | 1  |    | 2  |    | 1  |    |    |    |    |    |    |    |    |    |    | 5     |
| アーティスティックスイミング | ●  | 1  | 2  | 2  | 1  | 2  | 1  | 1  | 1  |    |    |    |    |    |    |    |    | 11    |
| 飛込                         | ●  | 3  | 2  | 2  | 1  | 1  | 1  | 1  | 2  |    |    |    |    |    |    |    |    | 13    |
| ハイダイビング               |    |    |    |    |    |    |    |    |    |    |    | ●  | 1  | 1  |    |    |    | 2     |
| 水球                         |    |    | W  | M  | W  | M  | W  | M  | W  | M  | W  | M  | W  | M  | W  | M  |    | 2     |
| Total                        | 0  | 5  | 5  | 4  | 4  | 3  | 3  | 2  | 3  | 5  | 4  | 5  | 6  | 6  | 6  | 7  | 7  | 75    |
| Cumulative Total             | 0  | 5  | 10 | 14 | 18 | 21 | 23 | 26 | 29 | 34 | 38 | 43 | 49 | 55 | 61 | 68 | 75 | 75    |

## 世界マスターズ水泳競技日程
世界マスターズ水泳選手権に於いてはハイダイビング以外の競技が行われたが、マスターズ大会特有の「年齢縛り」により種目数が多岐に渡るため、それらは別途記述し入賞者の詳細記述を省く。また開閉会式は総合実施ではなく、競技ごとに行われた。
なお大会期間中令和5年台風第6号が九州の西海上を北上した影響で、大会日程の変更が行われた。
| ● | 競技実施 | ● | 決勝 | M | 男子種目 | W | 女子種目 | × | 台風の影響により予定されていた競技中止 |

| 8月                          | 8月                          | 02 | 03 | 04 | 05 | 06 | 07 | 08 | 09 | 10 | 11 | 12 | 13 |
| ---------------------------- | ---------------------------- | -- | -- | -- | -- | -- | -- | -- | -- | -- | -- | -- | -- |
| 競泳                         | マリンメッセ福岡             |    |    |    | ●  | ●  | ●  | ●  | ●  | ●  | ●  |    |    |
| 競泳                         | 福岡市立総合西市民プール     |    |    |    | ●  | ●  | ●  | ●  |    | ●  | ●  |    |    |
| オープンウォータースイミング | オープンウォータースイミング | W  | M  |    |    |    |    |    |    |    |    |    |    |
| アーティスティックスイミング | アーティスティックスイミング |    |    |    | ●  | ●  | ●  | ×  | ×  | ●  | ●  |    |    |
| 飛込                         | 飛込                         | ●  | ●  | ●  | ●  | ●  | ●  |    |    |    |    |    |    |
| 水球                         | 水球                         |    |    |    | ●  | ●  | ●  | ●  | ●  | ●  | ●  |    |    |

## 世界水泳競技結果

### 競泳競技

#### 女子
| 種目           | 金                                                                                                 | 金                       | 銀                                                                                             | 銀               | 銅                                                                                         | 銅                   |
| -------------- | -------------------------------------------------------------------------------------------------- | ------------------------ | ---------------------------------------------------------------------------------------------- | ---------------- | ------------------------------------------------------------------------------------------ | -------------------- |
| 自由形         | |                          |                                                                                                |                  |                                                                                            |                      |
| 50m            | サラ・ショーストロム · スウェーデン                                                                | 23.62                    | シェイナ・ジャック オーストラリア                                                              | 24.10            | 張雨霏 中国                                                                                | 24.15                |
| 100m           | モリー・オキャラハン オーストラリア                                                                | 52.16                    | 何詩蓓 香港                                                                                    | 52.49            | マリット・ステーンベルゲン オランダ                                                        | 52.71                |
| 200m           | モリー・オキャラハン オーストラリア                                                                | 1:52.85 世界新           | アリアン・ティットマス オーストラリア                                                          | 1:53.01          | サマー・マッキントッシュ カナダ                                                            | 1:53.65 WJ新         |
| 400m           | アリアン・ティットマス オーストラリア                                                              | 3:55.38 世界新           | ケイティ・レデッキー アメリカ合衆国                                                            | 3:58.73          | エリカ・フェアウェザー ニュージーランド                                                    | 3:59.59              |
| 800m           | ケイティ・レデッキー アメリカ合衆国                                                                | 8:08.87                  | 李氷潔 中国                                                                                    | 8:13.31 アジア新 | アリアン・ティットマス オーストラリア                                                      | 8:13.59 オセアニア新 |
| 1500m          | ケイティ・レデッキー アメリカ合衆国                                                                | 15:26.27                 | シモーナ・クァダレッラ イタリア                                                                | 15:43.21         | 李氷潔 中国                                                                                | 15:45.71             |
| 背泳ぎ         | |                          |                                                                                                |                  |                                                                                            |                      |
| 50m            | カイリー・マッキューン オーストラリア                                                              | 27.08 オセアニア新       | レーガン・スミス アメリカ合衆国                                                                | 27.11            | ローレン・コックス イギリス                                                                | 27.20                |
| 100m           | カイリー・マッキューン オーストラリア                                                              | 57.53 大会新             | レーガン・スミス アメリカ合衆国                                                                | 57.78            | キャサリン・バーコフ アメリカ合衆国                                                        | 58.25                |
| 200m           | カイリー・マッキューン オーストラリア                                                              | 2:03.85                  | レーガン・スミス アメリカ合衆国                                                                | 2:04.94          | 彭旭瑋 中国                                                                                | 2:06.74              |
| 平泳ぎ         | |                          |                                                                                                |                  |                                                                                            |                      |
| 50m            | ルータ・メイルティーテ · リトアニア                                                                | 29.16 世界新             | リリー・キング アメリカ合衆国                                                                  | 29.94            | ベネデッタ・ピラト イタリア                                                                | 30.04                |
| 100m           | ルータ・メイルティーテ · リトアニア                                                                | 1:04.62                  | タチアナ・スクンマーカー 南アフリカ共和国                                                      | 1:05.84          | リディア・ジャコビー アメリカ合衆国                                                        | 1:05.94              |
| 200m           | タチアナ・スクンマーカー 南アフリカ共和国                                                          | 2:20.80                  | ケイト・ダグラス アメリカ合衆国                                                                | 2:21.23          | テス・スハウテン オランダ                                                                  | 2:21.63              |
| バタフライ     | |                          |                                                                                                |                  |                                                                                            |                      |
| 50m            | サラ・ショーストロム · スウェーデン                                                                | 24.77                    | 張雨霏 中国                                                                                    | 25.05 アジア新   | グレッチェン・ウォルシュ アメリカ合衆国                                                    | 25.46                |
| 100m           | 張雨霏 中国                                                                                        | 56.12                    | マーガレット・マクニール カナダ                                                                | 56.45            | トリー・ハスク アメリカ合衆国                                                              | 56.61                |
| 200m           | サマー・マッキントッシュ カナダ                                                                    | 2:04.06 アメリカ新・WJ新 | エリザベス・デッカーズ オーストラリア                                                          | 2:05.46          | レーガン・スミス アメリカ合衆国                                                            | 2:06.58              |
| 個人メドレー   | |                          |                                                                                                |                  |                                                                                            |                      |
| 200m           | ケイト・ダグラス アメリカ合衆国                                                                    | 2:07.17                  | アレックス・ウォルシュ アメリカ合衆国                                                          | 2:07.97          | 余依婷 中国                                                                                | 2:08.74              |
| 400m           | サマー・マッキントッシュ カナダ                                                                    | 4:27.11 大会新           | ケーティ・グライムズ アメリカ合衆国                                                            | 4:31.41          | ジェンナ・フォレスター オーストラリア                                                      | 4:32.30              |
| フリーリレー   | |                          |                                                                                                |                  |                                                                                            |                      |
| 4x100m         | モリー・オキャラハン シェイナ・ジャック メグ・ハリス エマ・マキーオン オーストラリア               | 3:27.96 世界新           | グレッチェン・ウォルシュ アビー・ワイツェル オリビア・スモリガ ケイト・ダグラス アメリカ合衆国 | 3:31.93          | 程玉潔 楊浚瑄 呉卿風 張雨霏 中国                                                           | 3:32.40 アジア新     |
| 4x200m         | モリー・オキャラハン シェイナ・ジャック ブリアナ・スロッセル アリアン・ティットマス オーストラリア | 7:37.50 世界新           | エリン・ゲメル ケイティ・レデッキー ベラ・シムズ アレックス・シャッケル アメリカ合衆国         | 7:41.38          | 李氷潔 李家萍 艾衍含 柳雅欣 中国                                                           | 7:44.40              |
| メドレーリレー | |                          |                                                                                                |                  |                                                                                            |                      |
| 4x100m         | レーガン・スミス リリー・キング グレッチェン・ウォルシュ ケイト・ダグラス アメリカ合衆国           | 3:52.08                  | カイリー・マッキューン アビー・ハーキン エマ・マキーオン モリー・オキャラハン オーストラリア   | 3:53.37          | カイリー・マス ソフィー・アンガス マーガレット・マクニール サマー・マッキントッシュ カナダ | 3:54.12              |

## 世界水泳メダル獲得数
*   開催国/地域 (日本)
| 順位               | 国/地域                | 金 | 銀 | 銅 | 計  |
| ------------------ | ---------------------- | -- | -- | -- | --- |
| 1                  | 中国 (CHN)             | 20 | 8  | 12 | 40  |
| 2                  | オーストラリア (AUS)   | 15 | 9  | 6  | 30  |
| 3                  | アメリカ合衆国 (USA)   | 7  | 22 | 15 | 44  |
| 4                  | 日本 (JPN)*            | 4  | 1  | 5  | 10  |
| 5                  | フランス (FRA)         | 4  | 0  | 4  | 8   |
| 6                  | ドイツ (GER)           | 4  | 0  | 3  | 7   |
| 7                  | スペイン (ESP)         | 3  | 2  | 4  | 9   |
| 8                  | イタリア (ITA)         | 2  | 7  | 5  | 14  |
| 9                  | イギリス (GBR)         | 2  | 5  | 5  | 12  |
| 10                 | カナダ (CAN)           | 2  | 3  | 5  | 10  |
| 11                 | ハンガリー (HUN)       | 2  | 2  | 0  | 4   |
| 12                 | チュニジア (TUN)       | 2  | 1  | 0  | 3   |
| 13                 | スウェーデン (SWE)     | 2  | 0  | 0  | 2   |
| 13                 | リトアニア (LTU)       | 2  | 0  | 0  | 2   |
| 15                 | オランダ (NED)         | 1  | 2  | 2  | 5   |
| 16                 | オーストリア (AUT)     | 1  | 2  | 0  | 3   |
| 17                 | ルーマニア (ROU)       | 1  | 1  | 0  | 2   |
| 17                 | 南アフリカ (RSA)       | 1  | 1  | 0  | 2   |
| 19                 | メキシコ (MEX)         | 0  | 5  | 2  | 7   |
| 20                 | ウクライナ (UKR)       | 0  | 1  | 1  | 2   |
| 21                 | ギリシャ (GRE)         | 0  | 1  | 0  | 1   |
| 21                 | コロンビア (COL)       | 0  | 1  | 0  | 1   |
| 21                 | ポルトガル (POR)       | 0  | 1  | 0  | 1   |
| 21                 | ポーランド (POL)       | 0  | 1  | 0  | 1   |
| 21                 | 香港 (HKG)             | 0  | 1  | 0  | 1   |
| 26                 | カザフスタン (KAZ)     | 0  | 0  | 1  | 1   |
| 26                 | スイス (SUI)           | 0  | 0  | 1  | 1   |
| 26                 | ニュージーランド (NZL) | 0  | 0  | 1  | 1   |
| 26                 | ブラジル (BRA)         | 0  | 0  | 1  | 1   |
| 26                 | 韓国 (KOR)             | 0  | 0  | 1  | 1   |
| 計 (国/地域数: 30) | 計 (国/地域数: 30)     | 75 | 77 | 74 | 226 |

## 世界マスターズ水泳実施設定種目
公式サイト及びエントリーブック記載内容による。なおエントリーが無かった種目は実施されなかったものの、1人でもエントリーがあれば単独または他の近接年齢階級との併合により実施された。

### 競泳
- 年齢階級：
  - 個人：20代後半～5歳刻み、95歳以上は必要に応じて設定
  - リレー：4人の単純平均年齢換算で20代後半、30代～80代（10歳刻み）、90歳以上は必要に応じて設定
- 設定種目：
  - 自由形：50m、100m、200m、400m及び800m
  - 背泳ぎ・平泳ぎ並びにバタフライ：50m、100m及び200m
  - 個人メドレー：200m及び400m
  - 自由形リレー並びにメドレーリレー（男女別に加え混合も実施）：4×50m

### オープンウォータースイミング
- 年齢階級：20代後半～5歳刻み、95歳以上は必要に応じて設定
- 設定種目：年齢階級に関係無く3kmを総枠1,000人で実施

### 飛込
- 年齢階級：
  - ソロ：20代後半～70代後半（ここまで5歳刻み）及び80歳以上（必要に応じ刻み追加）
  - シンクロ：2人の単純平均年齢換算で20代後半～40代及び50歳以上
- 設定種目：
  - スプリングボード：3m及びソロ1m
  - プラットホーム

### 水球
1984年以降に生まれた選手は参加できない。
- 年齢階級：チーム最年少選手が30代前半～50代後半（ここまで5歳刻み）及び60歳（必要に応じ刻み追加）

### アーティスティックスイミング
- 年齢階級：
  - ♀ソロ・♀デュエット・ミックスデュエット：個人の年齢または2人の単純平均年齢で20代後半、30代～70代（10歳刻み）及び80歳以上
  - チーム・フリーコンビネーション：選手の単純平均年齢で20代後半+30代前半、30代後半+40代、50代+60代前半及び65歳以上
- 設定種目：
  - テクニカルルーティーン（フリーコンビネーションでは設定されず）
  - フリー

## 著名なマスターズ大会出場者
久々に日本で開催された世界選手権大会とあって、日本のオリンピアンは勿論、水泳を愛好する著名人もマスターズ大会に続々と参戦した。

### マスターズ競泳に参加した著名人
- 竹宇治聡子（旧姓：田中。ローマオリンピック女子100m背泳ぎ銅メダリスト）
  - 80代前半女子50m背泳ぎ優勝
- 有田迪子（元オリンピック代表候補選手。くりぃむしちゅー・有田哲平の母）
  - 同種目15位。本来は平泳ぎが主種目
- 西山喜久恵（フジテレビジョンアナウンサー）
  - 50代前半女子50m自由形出場

### マスターズアーティスティックスイミングに参加した著名人
いずれもオリンピアンである。
- 小谷実可子
- 藤丸真世（ふじまる・みちよ。TBSテレビ勤務）
  - 50代デュエット優勝。小谷は50代から60代前半までのチームにも出場し優勝
- 奥野史子
- 青木愛
  - 40代から60代前半までのフリーコンビネーションで優勝。チームメンバー7人を関西出身者で固めた

## 会場
世界水泳は前回同様福岡市内で完結したが、世界マスターズ水泳は参加選手同士、選手と市民の交流に重きを置く主旨もあり、水球は熊本県熊本市のアクアドームくまもと、アーティスティックスイミングは鹿児島県鹿児島市の鴨池公園水泳プールで行った。また、マスターズの競泳はマリンメッセだけでは収まりきらず、他は福岡市立総合西市民プールで行った。（西市民プールは世界水泳でも練習用プールとして使用された）
マリンメッセ福岡A館、B館の館内に競技場プール、両館の隣接地に練習用プールをそれぞれ1面の合計4面が仮設プールである。前回2001年大会のヤマハ発動機製は水圧による歪みの問題などが指摘されたことから、今回は世界水泳連盟の公式パートナーであるミルタプールの製品が用いられた。
| 世界水泳会場             | 実施種目                     | 世界マスターズ水泳会場                           |
| ------------------------ | ---------------------------- | ------------------------------------------------ |
| マリンメッセ福岡A館      | 競泳                         | - マリンメッセ福岡A館 - 福岡市立総合西市民プール |
| シーサイドももち海浜公園 | オープンウォータースイミング | シーサイドももち海浜公園                         |
| マリンメッセ福岡A館      | アーティスティックスイミング | 鹿児島市鴨池公園水泳プール                       |
| 福岡県立総合プール       | 飛込                         | 福岡県立総合プール                               |
| シーサイドももち海浜公園 | ハイダイビング               | （不実施）                                       |
| マリンメッセ福岡B館      | 水球                         | 熊本市総合屋内プール                             |

## 日本でのテレビ放送
テレビ朝日系列（地上波）、BS朝日（BSデジタル放送）、テレ朝チャンネル2（CSデジタル放送）で放送。CSでの競技中継では、テレビ朝日のスポーツアナウンサーに加えて、系列局のアナウンサーから若干名（朝日放送テレビの山下剛と九州朝日放送の沖繁義・居内陽平）が実況を分担した。
テレビ朝日系列の中継番組には、松岡修造（スポーツキャスターで元・プロテニスプレーヤー）がメインキャスターを担当。また、博多華丸・大吉（博多華丸が福岡県の出身）と橋本環奈（福岡県出身）が「世界水泳応援団」に起用された。橋本は大会PR企画の一環として立ち上げられた「バーチャルスイマーPROJECT」で誕生したキャラクターで、2001年の福岡大会でCMに起用された3DCGキャラクターの速水亜矢（声 - 深田恭子）の娘・速水永遠の声も担当している。
- テレビ朝日系列（地上波放送）

アーティスティックスイミングの決勝を当日深夜の録画中継、競泳の決勝を生中継で放送。
- BS朝日（BSデジタル放送）

アーティスティックスイミングの決勝および、競泳の予選を中継。生中継を基調に、一部の競技をディレイ中継で放送した。
- CSテレ朝チャンネル（CSデジタル放送）

オープンウォータースイミング、飛込、ハイダイビング、水球を中継。水球では全試合を録画中継、他の競技では基本として生中継で対応した。
なお世界マスターズ水泳選手権についてはテレビ中継されなかった。

## 日本でのインターネット放送
競泳全種目の決勝を対象に、ABEMAが中継動画のライブ配信を実施。放送での中継とは別に、辻歩（ABEMA専属のアナウンサー）とテレビ朝日の若手アナウンサー（仁科健吾・布施宏倖・佐々木快・武隈光希）から、1日につき2名が実況を分担した。また、決勝のハイライト動画も配信。

## 大会協賛社

### WA公式パートナー
- ミルタプール（日本総代理店：日本フイルコン、設営・管理担当グループ会社：アクアプロダクト）
- ニコン
- 農夫山泉（中国語版、英語版）（ 中国の総合飲料メーカー）
- オメガ（公式計時担当）
- ヤクルト本社（農夫山泉との関係で乳飲料に対象限定）
- サロンパス（久光製薬）

### ナショナルスポンサー
- ユニクロ
- 積水ハウス
- BOAT RACE振興会

### WA公式サプライヤー
- デュラフレックス（飛込競技用飛込板）
- マルムステン（競泳競技用コースロープ）
- ミカサ（水球競技用ボール）

### ナショナルサプライヤー
- JR九州
- JTB
- 近畿日本ツーリスト
- 日本旅行
- 西日本鉄道
- 西鉄旅行
- 東京海上日動火災保険
- 東京海上日動あんしん生命保険

### ナショナルサポーター
- ビーブリッジ
- アグレコ
- イオン九州
- 博多ステーションビル
- ヒビノ
- 西日本新聞社
- やまやコミュニケーションズ
- やずや
- kiix
- ミズノ
- デサント（arena）
- 第一交通産業
- 九州電力
- 九電工
- ローソンエンタテインメント
- ふくおかフィナンシャルグループ
- 西日本シティ銀行
- 横浜ゴム
- ジャパネットたかた
- P&G
- 九州コクボ
- 城山
- カステラ本家福砂屋
- 日本出版販売

### 組織委員会パートナー
- 福岡市地下鉄（会場間・拠点駅との輸送担当）
- BOAT RACE福岡
- 福岡市水道局
- 福岡市道路下水道局